# Virgin Interactive
Virgin Interactive Entertainment var datorspelutgivningsavdelningen inom brittiska Virgin Group. Fast företaget mest agerade som datorspelsutgivare kom det även att utveckla några spel. Det bildades som Virgin Games 1983. Initialt var företaget byggd kring ett litet utvecklingslag som hette 'Gang of Five', företaget växte betydligt efter köp av Mastertronic under 1987.

## Speltitlar
Spel utvecklade av Virgin:
- Cool Spot
- Demolition Man
- Disney's Aladdin
- Dragon: The Bruce Lee Story
- Global Gladiators
- McDonald Land
- Pinocchio
- Robocop Versus The Terminator
- The Jungle Book